# Doxa
En philosophie, la doxa est l'ensemble — plus ou moins homogène — d'opinions (confuses ou pertinentes), de préjugés populaires ou singuliers, de présuppositions généralement admises et évaluées positivement ou négativement, sur lesquelles se fonde toute forme de communication ; sauf, par principe, celles qui tendent précisément à s'en éloigner, telles que les communications scientifiques et tout particulièrement le langage mathématique.
L'étude des phénomènes doxiques se situe donc au point de contact de la sémiologie, des études du discours, de la sociologie et de l'épistémologie.

## Origine du concept
Le terme de doxa est tiré du grec ancien δόξα / dóxa, « jugement, croyance philosophique, doctrine, opinion ».
Selon Hermann Diels et Walther Kranz, le terme de doxa se traduit bien par « opinion » (Meinung en allemand) et s'opposerait à l'ἀλήθεια / alḗtheia, « vérité dans son dévoilement, réalité par opposition à l'apparence ». On trouve ce mot de doxa principalement chez Parménide, Empédocle, Démocrite, Antiphane ou encore Pythagore.
Dans la philosophie de Parménide, la doxa est l'opinion confuse que l'on se fait sur quelqu'un ou sur un aspect de la réalité.
Ainsi, la doxa est un concept qui remonte aux origines mêmes de la philosophie.

## Concept moderne: quelques définitions
La compréhension du monde n'est évidemment pas un phénomène simple, non médiatisé. Le savoir est toujours une construction et, qui plus est, une préconstruction et une reconstruction. Tout ce que l'homme conçoit et rencontre est une reprise (ou du moins une variante) du savoir qu'il en possède déjà, d'une signification et d'une évaluation auxquelles il a préalablement consenti.
Connaissance et communication supposent le passage à travers, et donc le partage d'un système de compréhension. Selon Charles Grivel ce filtrage entre l'homme et le monde est double : à côté du filtrage sémantico-logique de la langue, il existe une précompréhension qui est sociale, fondée sur le goût, le comportement, c'est-à-dire sur « les slogans du bien-penser ». Nous retrouvons la même idée chez Itamar Even-Zohar : tout code sémiotique transmet des renseignements sur « le monde réel » suivant des conventions culturelles. Il existe un « répertoire », un système structuré, de « réalèmes » (des « realia », des éléments provenant du « monde réel »), qui entre dans des relations intra- et inter-systémiques.
Pour qu'un message soit acceptable (ou du moins vraisemblable), il doit être conforme à ces « impératifs de transmission » de compréhensibilité, d'utilité et de persuasivité. Cela suppose le partage d'un même discours, des mêmes « créances », c'est-à-dire une « communauté de foi » entre les participants de la communication. Toute cette entente de base est implicite : « On ne parle pas de ce que tout le monde sait. » D'ailleurs, cela pourrait semer la confusion et causer la mise en question de ces présupposés mêmes : « Toute vérité n'est pas bonne à dire » .
Ce qui vaut pour toute forme de communication, vaut a fortiori pour le texte : tout texte est dominé par des puissances distributives, des mécanismes d'insertion.
Les « réalèmes » de Even-Zohar n'impliquent pas de jugement de valeur. Toutefois il signale que, précisément par les contraintes conventionnelles imposées aux réalèmes, il devient possible de leur assigner des « fonctions secondaires », à côté de celle d'informer sur le monde. Even-Zohar donne des exemples d'ordre esthétique et littéraire, mais il est clair que ces fonctions secondaires peuvent être également, et surtout, d'ordre idéologique. Ceci est déjà suggéré par Pierre Bourdieu : « À chaque position correspondent des présuppositions, une doxa, et l'homologie des positions occupées par les producteurs et leurs clients est la condition de cette complicité qui est d'autant plus fortement exigée que […] ce qui se trouve engagé est plus essentiel, plus proche des investissements ultimes. »
En effet, le concept de « doxa » ne reçoit sa valeur pleine que lorsqu'on accepte l'idée que les réalèmes sont soumis à un jugement de valeur. Ils deviennent alors des « idéologèmes » (des « universaux » dans la terminologie de Grivel, qui constituent un réseau de valeurs : la doxa.
La doxa constitue donc un ensemble (un « réseau », un système) de valeurs, de maximes autour de certains (tous, mais certains plus que d'autres) aspects et éléments de la réalité signifiée. Elle se situe au-delà de la langue, mais en deçà du discours dont elle fonde, tacitement, l'intercompréhension.

## Quelques distinctions

### Doxa et épistémè
La doxa est à la fois reconnaissance et méconnaissance : on reconnaît un cliché que l'on connaît déjà, et celui-ci nous empêche de vraiment connaître la réalité devant nous. En effet, il importe de distinguer la notion de « doxa » de celle d'« épistémè ». Dans les années 1950, Roland Barthes s'exclamait déjà : « (…) une de nos servitudes majeures : le divorce accablant de la mythologie et de la connaissance. La science va vite et droit en son chemin ; mais les représentations collectives ne suivent pas, elles sont des siècles en arrière, maintenues stagnantes dans l'erreur par le pouvoir, la grande presse et les valeurs d'ordre. »
Mais divorce ne signifie pas forcément opposition absolue. Il serait mieux de dire que doxa et épistémè se trouvent dans un rapport dialectique. Comme Charles Grivel le fait remarquer à juste titre, tout ensemble de connaissances structurées comprend une doxa, et toute doxa se présente comme épistémè. Une société se connaît à travers deux systèmes de savoir : la doxa, essentiellement conservatrice, et l'épistémè, qui peut être progressiste. Le second fonctionne comme le développement du premier, le premier comme le frein du second. La différence entre les deux consiste en ce que la doxa est par définition légitimée (généralement acceptée, donc vérifiée) et invérifiable.

### Doxa et idéologie
Une autre distinction qui s'impose est celle entre « doxa » et « idéologie ». Nous avons déjà relevé la confusion générale autour de ce dernier concept. Plusieurs auteurs identifient doxa et idéologie : « Si l'on rassemble tous ces savoirs, tous ces vulgarismes, il se forme un monstre, et ce monstre, c'est l'idéologie. »
Si l'idéologie est « le rapport imaginaire des individus à leurs conditions réelles d'existence » (Althusser), la doxa est un système de représentations de ce « rapport imaginaire ». Si l'idéologie, par exemple, exige le maintien des oppositions de classe, la doxa les transforme en oppositions entre bien et mal, ordre et désordre, mérite et masse, etc. Imposant au sujet un « horizon mental », elle est un mode idéologique de connaissance, un système de significations qui propage l'idéologie en la cachant.
Le terme d'idéologie ayant aujourd'hui, parfois, un sens péjoratif, on peut l'employer dans le but de dénoncer un adversaire dans un débat. Ce procédé sera d'autant plus efficace que le débat sera médiatisé, et que le fond de l'objet du débat est inconnu de ceux qui y participent ou y assistent. Il aura pour effet de semer la confusion dans l'esprit des gens, et ainsi de mettre en valeur celui qui dénonce.
Le procédé peut aussi tirer son efficacité du fait que, comme on l'a vu, le concept d'idéologie est mal compris du plus grand nombre. Par exemple, on peut dénoncer l'idéologie libérale, en vue de dissimuler les idéologies que l'on défend soi-même, oubliant qu'il existe des courants dans le libéralisme (libéralisme classique, minarchisme, anarcho-capitalisme) et que cette philosophie a beaucoup évolué depuis trois siècles.
Il en va de même du socialisme.
Dans une perspective éristique, la doxa est cet "accord préalable" (Perelman) sur laquelle un rhéteur tâchera d'échafauder son argumentation pour accroître l'adhésion de l'auditoire à sa thèse. Chaque auditoire, à la limite, se définit comme porteur présumé d'un certain nombre de doxas (formant une idéologie). Dans le Manuel de Polémique, Muras résume ainsi ce que Perelman (in Logique Juridique) rapporte de la distinction entre trois auditoires (conservateur, libéral, socialiste) de Patrice Day (article "Presumptions" des Actes du XIIIe Congrès international de philosophie, Herder, Vienne, 1970, vol.5, p. 137-143) : "Le premier (auditoire conservateur) est hanté par la thèse Il faut croire que c'est le changement qui exige une justification : devant un auditoire réputé tel, on insistera sur cette opinion si l'on veut combattre un projet novateur, notamment en tirant de la durée d'une chose sa valeur principale et en y greffant une argumentation par la discipline, mais si au contraire on le promeut, on tâchera de gommer ce que le projet a de novateur pour le présenter comme héritier authentique de ce qui est déjà en vigueur. Le deuxième auditoire, libéral, se définit par son adhésion présumée à la thèse Il faut croire que c'est la limitation d'une liberté qui exige une justification. Enfin, l'auditoire socialiste est celui qui a pour principe Il faut croire que l'égalité n'exige pas de raison, que seule l'égalité doive en fournir. Tradition, Liberté, Égalité : voilà trois camps en présence, avec pour étendard des concepts destinés, à chaque résurgence dans les argumentaires, à devenir antagonistes. Patrice Day note : Il paraît difficile de les traiter tous les trois comme évidents, alors que chacun d'eux fournit une bonne raison de déroger aux deux autres"

### Doxa et mythe
La notion de mythe, pris dans le sens défini par Barthes, est beaucoup plus univoque. Le mythe individuel est un outil de l'idéologie, il réalise les créances, dont la doxa est le système, dans le discours : le mythe est un signe. Son signifié est un idéologème, son signifiant peut être n'importe quoi : « Chaque objet du monde peut passer d'une existence fermée, muette, à un état oral, ouvert à l'appropriation de la société. »
Dans le mythe, écrit Barthes, la chaîne sémiologique « signifiant/signifié = signe » est doublée. Le mythe se constitue à partir d'une chaîne préexistante : le signe de la première CHAÎNE devient le signifiant du second. Barthes donne l'exemple d'une phrase figurant comme exemple dans une grammaire : c'est un signe composé de signifiant et signifié, mais qui devient dans son contexte de grammaire un nouveau signifiant dont le signifié est « je suis ici comme exemple d'une règle grammaticale ».

### Doxa et cliché
Finalement, il faut établir une distinction entre le « mythe », l'« idéologème », le « stéréotype » d'une part et le « cliché » d'autre part. Anne Herschberg-Pierrot situe le cliché, le « comme certains disent », au niveau rhétorique, entre le niveau de l'expression personnelle (le « comme je dis ») et le niveau idéologique, le « comme on dit » (Herschberg-Pierrot 1979: 88-89). Selon Laurent Jenny, le mythe a une intention idéologique, tandis que le cliché a une intention rhétorique, esthétique (dans le cas de la parodie) ou nulle, tout en ayant un fonctionnement idéologique (Jenny 1972: 498). En effet, la pratique du cliché est une pratique d'écriture au sens barthien du terme: c'est le choix d'un ton, un acte de solidarité historique, souvent inconscient mais toujours éloquent. L'écrivain se constitue en porte-parole impersonnel d'un moment idéologico-culturel (Jenny 1972: 505).
Le cliché montre le discours de l'Autre, les modes de pensée et d'action de la société où il a du succès - un succès qui n'a rien à voir avec sa valeur esthétique, mais qui est une réflexion de valeurs socio-culturelles (Amossy & Rosen 1982: 17). Le cliché a donc un statut comparable à celui du mythe: il est parole, il signifie la doxa. Mis à des niveaux différents: son impact est à la fois plus englobant et plus limité. Tandis que le mythe signifie un idéologème, un élément particulier de la doxa, le cliché introduit toujours la doxa dans son ensemble. D'autre part, le cliché ne reproduit, ne propage pas la doxa: sa fonction est surtout de rendre le discours vraisemblable, acceptable, en le faisant ressembler au discours « accepté » de la société.

## Fonction sociétale
La doxa facilite la communication - mais en la fondant. Cela signifie que sa fonction première est son service à l'idéologie dominante. Plus en particulier, sa fonction est d'inscrire progressivement l'ordre social dans l'individu. La doxa convertit les structures sociales en principes de structuration, en manière d'organiser le monde social : « (…) l'expérience première du monde est celle de la doxa, adhésion aux relations d'ordre qui (…) sont acceptées comme allant de soi. »
Bourdieu reprend un terme de Durkheim, « conformisme logique », pour indiquer ce processus décisif pour la conservation de l'ordre social : « l'orchestration des catégories de perception du monde social qui, étant ajustées aux divisions de l'ordre établi (et par là, aux intérêts de ceux qui le dominent) et communes à tous les esprits structurés conformément à ces structures, s'imposent avec toutes les apparences de la nécessité objective. »
Au fond, ce que fait le discours doxique, c'est convertir l'histoire, la culture, en essence, nature. Plusieurs auteurs signalent ce phénomène : Bourdieu le présente comme l'agencement fondamental de l'idéologie, Barthes s'en est tellement énervé qu'il a commencé à écrire ses Mythologies : « (…) je souffrais de voir à tout moment confondues dans le récit de notre actualité, Nature et Histoire, et je voulais ressaisir dans l'exposition décorative de ce-qui-va-de-soi, l'abus idéologique qui, à mon sens, s'y trouve caché. »
Cette transformation de l'histoire en nature, de l'existence en essence, est propagé au niveau du discours par le mythe. L'image mythique, qui est à la vérité le masque du concept, se présente comme raison du concept. Un système de valeurs est propagé comme une série de faits. « Le monde entre dans le langage comme un rapport dialectique d'activités, d'actes humains : il sort du mythe comme un tableau harmonieux d'essences. »
Comme le font remarquer Amossy et Rosen (1982: 47), le cliché, qui n'a aucune « qualité naturelle » fait exactement la même chose : il se réclame du « naturel » pour voiler sa conventionnalité.
Il est clair que la conversion de l'histoire en nature sert à prolonger l'ordre actuel des choses : L'état actuel est proclamé nature, c'est-à-dire réalisation de l'essence de l'être humain, donc moralement bien. Histoire devient Nature qui devient Morale : ainsi toute atteinte aux structures sociétales devient l'immoralité même. En dernière analyse, la doxa, pour Barthes, est l'image que la bourgeoisie se fait du monde et impose au monde. La stratégie bourgeoise est de remplir le monde entier de sa culture et de sa morale, en faisant oublier son propre statut de classe historique : « Le statut de la bourgeoisie est particulier, historique: l'homme qu'elle représente sera universel, éternel; (…) Enfin, l'idée première du monde perfectible, mobile, produira l'image renversée d'une humanité immuable, définie par une identité infiniment recommencée. »

## Structure doxique
La doxa est présentée comme un « système ». Or ce statut n'est pas si évident, s'il faut en croire certains auteurs. En tout cas, la doxa est comme un « ensemble » de créances sous-jacentes à la communication. Cette fonction porte plusieurs auteurs à comparer la structure doxique à celle de la langue : un système signifiant préétabli, relativement fixe, évident, normatif, réifiant.
Julia Kristeva étend cette analogie même à toute pratique sociale : l'économie, les mœurs, l'art sont tous envisagés comme un système signifiant et peuvent être étudiés scientifiquement comme systèmes secondaires par rapport à la langue. Évidemment, cela ne signifie pas que les catégories de ces systèmes puissent être réduites à celles de la langue naturelle : il s'agit de pratiques translinguistiques, de systèmes qui se superposent à la langue.
Grivel nous avertit que l'« idéologie » ne peut pas être considérée comme un système monolithique : « l'activité idéologique d'une société se présente comme une approximation jamais complète et jamais réussie d'un système de pensée. »
D'autre part, il signale que le « taux d'universalité » des universaux de texte fluctue - ce qui revient à dire que le système doxique comporte des mouvements centre - périphérie et vice versa.
En tout cas, tout comme le système de la langue en tant que système de potentialités, l'idéologie continue à exister. Le langage doxique change, la langue reste - ou même : le langage change pour que la langue puisse perpétuer son existence. « La règle comprend la nouveauté de sa manifestation qui la cèle comme règle. »
Le paradoxe est clair : le maintien de l'ordre, c'est-à-dire les principes d'écart, d'opposition, de division imposés par l'idéologie à notre vision de la société, est assuré justement par un changement incessant des représentations de ces écarts, oppositions et divisions. Ainsi, nous pouvons décrire la doxa comme le système qu'elle est : comportant un centre et une périphérie, tout comme des relations d'opposition et de concurrence intra- et inter-systémiques.
Cependant nous essayerons de ne pas perdre de vue le statut relatif de cette structure : elle existe parce qu'elle sert l'idéologie dominante, et il n'est donc pas question de consacrer comme « universelle » une structure qui est foncièrement historique : « La dialectique du déclassement et du reclassement qui est au principe de toutes sortes de processus sociaux implique et impose que tous les groupes concernés courent dans le même sens, vers les mêmes objectifs, les mêmes propriétés. »
Signalons également l'importance de systèmes doxiques dans la définition de l'identité culturelle d'un groupe, d'une nation ou d'une culture. Comme le décrit Clem Robyns (1994, 1995), l'importation de produits culturels ou de valeurs d'une autre culture ou d'un autre groupe dans la culture, apporte immédiatement de nouveaux idéologèmes. Ainsi l'importation culturelle menace les évidences de la culture ou du discours récepteur, donc leur doxa.
Tenter de faire la liste de doxas universelles passe dès lors pour utopique, et on a beau jeu de présenter les fruits de ces tentatives (pensons à la Déclaration des Droits de l'Homme) comme forcément illégitimes puisque, justement, étant l'expression d'une culture datée et localisée. En revanche, dans une perspective éristique descriptive (et non morale normative), une liste de doxas telle qu'on la rencontre dans un cours de rhétorique, donc n'ayant nulle prétention à fonder une idéologie, peut se teinter d'universalité, en tant qu'elle prétend rendre compte de l'activité argumentative humaine, quels que soient les groupes culturels et sociaux. Les "doxas universelles" (dans le cours du Manuel de Polémique, Muras y consacre cent trente pages sur trois cent quarante) en tant qu'objets rhétoriques (et non philosophiques et encore moins moraux), revivifié dans des contextes toujours nouveaux, rendent possible, en tant qu'accords préalables (Perelman), l'argumentation.

## Systèmes doxiques
En nous inspirant de plusieurs auteurs mentionnés ci-dessous, nous dirons que les « idéologèmes », les unités composant le système doxique, sont structurés en deux dimensions (diversifiées).
D'abord, il y a les axes ou axiologies : des lignes bipolaires dont les bouts sont des notions opposées absolument, comme Bien-Mal, Ordre-Désordre, etc. Les axes peuvent se présenter comme des continua, en comportant des termes « ambivalents » (l'amour malheureux, par exemple), mais les deux extrémités restent toujours dominants et déterminent la valeur finale. Toujours, l'un des deux termes opposés est évalué positivement, l'autre négativement. Un axe peut découler d'un autre ou le concrétiser.
Puis, horizontalement, nous avons les champs sémantiques, comme la Famille, la Nature, la Guerre, etc., qui à leur tour peuvent se subdiviser en champs plus limités. (Faisons remarquer que les notions génériques des champs peuvent également figurer comme tels sur quelque axiologie.) Chaque idéologème est alors une maxime, une présupposition qui se situe sur un ou plusieurs axes et dans un ou plusieurs champs sémantiques.
C'est surtout le concept des axes que l'on retrouve chez nombre d'auteurs. Barthes (1970: XIV) déclare l'antithèse une des plus stables des centaines de figures proposées par la rhétorique pour nommer, fonder le monde. Fidèle à son hypothèse du récit comme « disjonction, non-disjonction, disjonction », Kristeva applique ce principe au récit littéraire : « Le texte est thématiquement axé : il s'agira d'un jeu entre deux oppositions exclusives dont la nomination changera (vice-vertu, amour-haine, louange-critique…), mais qui auront toujours le même axe sémique (positif-négatif). Elles vont alterner dans un parcours que rien ne limite sauf la présupposition initiale du tiers exclu, c'est-à-dire de l'inévitable choix de l'un ou de l'autre (»ou« exclusif) des termes. »
Nous trouvons une application explicite du principe des axiologies chez Bourdieu, qui montre comment les diverses oppositions axiologiques doxiques utilisées dans le champ culturel (haut-bas, spirituel-matériel, libre-forcé, unique-commun, brillant-terne…) sont dérivées d'une opposition fondamentale qui est active dans tout le champ social et constitue une des catégories fondamentales de sa perception: celle entre l'élite et la masse indifférenciée.
Leo H. Hoeck (1980: e9-10, basé sur Greimas & Courtès, Dictionnaire raisonné de la théorie du langage) propose la version la plus développée de l'hypothèse axiologique. Il distingue cinq types d'axiologies (définies comme « modes d'existence paradigmatique des valeurs ») : morale (bien-méchant), logique (vrai-faux), esthétique (beau-laid), économique (riche-pauvre) et sociale (supérieur-inférieur).
Nous pouvons donc décrire un système doxique comme un champ hiérarchisé en évolution, où différents modèles se succèdent dans le centre. Ces modèles réunissent un ou plusieurs « idéologèmes » ou présuppositions, qui sont tous définis sur un ou plusieurs axes et dans un ou plusieurs champs, et qui sont exprimés dans le discours par une image mythique ou un ensemble d'images. Tous ces modèles, par leur caractère hiérarchique et oppositionnel, contribuent à réaliser et à actualiser le sens idéologique de base qui est l'existence perpétuée d'une société hiérarchisée, où les termes peuvent changer mais où la structure doit rester immuable.

#### Origines du concept
- Parménide
- École éléatique
- Présocratiques
- Origine de la philosophie
- Opinion publique

#### Concepts philosophiques
- Être
- Liste des concepts de la philosophie | Glossaire de philosophie
- Métaphysique

#### Autres
- Paradigme
- Zeitgeist
- Courant dominant